# Continuum (Ligeti)
Continuum para clavecín es una composición musical de György Ligeti compuesta en 1968 y dedicada a la clavecinista contemporánea Antoinette Vischer. 

## Análisis de la obra
El compositor describe la concepción y el resultado de su técnica:
Pensé para mí, ¿qué tal componer una pieza que fuera paradójicamente un sonido continuo, algo así como Atmosphères, pero que tendría que consistir en innumerables rodajas finas de salami? Un clavicémbalo tiene un toque sencillo; se puede tocar muy rápido, casi lo suficientemente rápido para alcanzar el nivel de continuo, pero no del todo (se necesitan alrededor de dieciocho sonidos separados por segundo para alcanzar el umbral donde ya no se pueden distinguir notas individuales y el límite establecido por el mecanismo de el clavecín es de quince a dieciséis notas por segundo). A medida que la púa pulsa la cuerda, además del tono, también se oye un ruido bastante fuerte. Todo el proceso es una serie de impulsos sonoros en rápida sucesión que crean la impresión de un sonido continuo.
Amy Bauer (2004, pág. 130) describe la pieza como un trampantojo, que genera "una sensación de estasis a  través de una actividad extremadamente rápida". Ella lo compara con la descripción que hace un paciente de la experiencia esquizofrénica de "una intensa actividad cerebral en la que las experiencias internas tienen lugar a una velocidad mucho mayor, de modo que ocurre mucho más de lo habitual por minuto de tiempo externo". El resultado fue un efecto de cámara lenta ". (Sass 1992)
Esta pieza también ha sido arreglada para organillo y para dos pianolas con la dirección del mismo compositor. También hay una versión para dos marimbas que fue estrenada en 2001 por Samuel Solomon y Eric Poland.
La pieza también ha sido comparada por críticos de música clásica con las fluctuaciones magnéticas del cometa 67P/Churyumov–Gerasimenko detectadas por la sonda espacial Philae después de que las fluctuaciones fueran sonificadas artísticamente por un compositor y diseñador de sonido alemán para hacerlas audibles.

## Grabaciones
- Requiem / Lontano / Continuum. Antoinette Vischer, clavecín. WERGO, 1969[5]
- The Exuberant Harpsichord. Jukka Tiensuu, clavecín. FACD, 1989[6]
- Ligeti: Works for Piano & Cembalo. Erika Haase, clavecín. WWE, 2000[7]
- Ligeti Edition 5: Mechanical Music. Works for Barrel-Organ & Player Piano. Pierre Charial (organillo), Jürgen Hocker (piano), Françoise Terrioux (metrónomos). Sony Classical, 1997[8]
- Ligeti Edition 6: Keyboard Works: Piano Four-Hands / Piano / 2 Pianos / Harpsichord / Organ. Élisabeth Chojnacka, clavecín. Sony Classical, 1997[9]
- Ligeti: Un portrait. Élisabeth Chojnacka, clavecín. Sony Music, 2000[10]
- Continuum. Justin Taylor, clavecín. Alpha, 2018[11]
- The Lost Art of Frances Cole. Frances Cole, clavecín. Parnassus Records and Musical Concepts, 2022[12]